# Tetramorium uelense
Tetramorium uelense  (лат.) — вид муравьёв рода Tetramorium из подсемейства Myrmicinae (Formicidae). Охотятся на термитов. Видовое название происходит от имени места обнаружения типовой серии (Uelé, ДРК).

## Распространение
Западная и экваториальная Африка.

## Описание
Мелкие земляные муравьи; длина рабочих 3—4 мм. Отличаются от близких видов (Tetramorium decem, Tetramorium venator) грубой морщинистостью верха груди и головы, более крупными размерами, двуцветной окраской и относительно более мелкими глазами. Длина головы рабочих (HL) 0,67–0,72 мм, ширина головы (HW) 0,54–0,59 мм. Голова с субпараллельными почти прямыми боками. Основная окраска тела коричневая, брюшко до чёрного. Усики рабочих и самок 10-члениковые. Усиковые бороздки хорошо развиты, длинные. Боковые части клипеуса килевидно приподняты около места прикрепления усиков. Жвалы широкотреугольные с зубчатым жевательным краем. Стебелёк между грудкой и брюшком состоит из двух члеников: петиолюса и постпетиолюса (последний четко отделен от брюшка), жало развито, куколки голые (без кокона). Заднегрудка с 2 короткими и широкими проподеальными шипиками. Брюшко гладкое и блестящее. Гнездятся в земле, охотятся на термитов Microtermes, на гнёзда которых проводят мобилизацию небольшими группами о 10 до 30 муравьёв.

## Таксономия
Включён в видовую группу Tetramorium decem species group. Вид был впервые описан в 1923 году итальянским мирмекологом Ф.Санчи в составе подрода Decamorium в качестве ирнфравидовой формы Tetramorium (Decamorium) decem st. uelense  Santschi, 1923. В 1976 году (Bolton, 1976) получил отдельный видовой статус в составе рода Decamorium.